# Загальна рівновага
Економічна теорія загальної рівноваги (англ. general equilibrium) яка визначає поведінку попиту, пропозиції та ціни на кількох взаємопов'язаних ринках. У вузькому значенні під загальною рівновагою розуміється одночасний рівноважний стан всіх ринків цієї економіки. Тим самим теорія загальної рівноваги протиставляється теорії часткової рівноваги , у якій ринки розглядаються ізольовано один від одного.
У теорії загальної рівноваги вивчаються два великих питання. По-перше, вона вивчає економіку за допомогою моделі рівноважних цін. По-друге, вона визначає обставини, у яких встановлюється загальна рівновага у вузькому значенні. Теорія зародилася в 70-х роках XIX століття, одним із її наріжних каменів стала робота «Елементи чистої політичної економії» французького економіста Леона Вальраса .
Сучасна концепція загальної рівноваги склалася в 1950-і роки на основі робіт Кеннета Ерроу, Жерара Дебре і Лайонела Маккензі . У роботі «Теорія вартості» (1959) Дебре представив аксіоматичну модель загальної рівноваги, виклавши їх у стилі Ніколя Бурбаки . Такий підхід дозволив визначити основні об'єкти (товари, ціни) без зазначення конкретної економічної інтерпретації. Модель допускала різні інтерпретації цих об'єктів, з яких найбільшу теоретичну цінність представляють три.
Згідно з першою з інтерпретацій, товари, що відрізняються місцем постачання, трактуються як різні. Наприклад, яблука, що продаються в Лондоні та Парижі — два різні товари, вони торгуються на двох різних ринках. Тоді модель може використовуватися для просторового моделювання міжнародної торгівлі . Відповідно до другої інтерпретації, товари вважаються різними при розбіжності часу постачання. Припустимо, у початковий час всі ринки перебувають у рівновазі. Агенти купують і продають контракти на постачання певного товару у певний час. Тоді модель зводиться до опису всієї (за видами товарів та за датами) сукупності форвардних ринків . Нарешті, у третій інтерпретації товари вважаються різними при розбіжності певного стану природи. У такій ситуації контракт на постачання товару може містити опис умов, за яких відбудеться постачання . Інтерпретації можна поєднати. Товар визначається часом і місцем постачання, умовами постачання та, власне, своїми споживчими властивостями.